# Marcin Pryt
Marcin Pryt, ps. Henryk Ulik, Marcin Hermaszewski, M11P, Marty Prxxxt, Xylen Mazaki (ur. 11 listopada 1971 w Łodzi) – autor komiksów, wokalista, autor tekstów piosenek zespołów: 19 Wiosen, Tryp, Sram, Niebiescy i Kutman, 11, Rumory Orkiestra i MASZYNOWA.

## Życiorys
Pryt do 1980 mieszkał w kamienicy przy ul. Piotrkowskiej, a w 1980 zamieszkał z rodzicami w bloku na Widzewie. Pracuje w bibliotece. 
Jest autorem poemiksów publikowanych w miesięczniku „Lampa” oraz komiksów niemych w zeszytach „Stop” (1994) „Justice / Inititation” (1995/2013) oraz „Sprawiedliwość / Preparation” (1996/2014). Współredaktor magazynu komiksowego STRIPTIZ (1993-1995). W 2005, w wydawnictwie Lampa i Iskra Boża, opublikował tomik Szpital Heleny Wolf zawierający jego teksty z lat: 1989–2005. Jego komiksy i teksty były wystawiane w Galerii Dobro w Olsztynie (2021). Utworzył nieformalną fundację Kosmopolitania w ramach której organizuje cykliczne koncerty, odczyty i projekcje filmów. Ponadto z zespołem 19 Wiosen występował przy okazji wystaw Wilhelma Sasnala w warszawskiej Zachęcie (2007) i Trento (2008).
W 2023 z okazji 600. rocznicy nadania Łodzi praw miejskich został uhonorowany medalem jako osoba zasłużona dla miasta.

### Działalność muzyczna
W 1989 założył punkrockowy zespół 19 Wiosen wspólnie z Franciszkiem Wiczem i Grzegorzem Fajngoldem. W 2011 wraz z Kubą Wandachowiczem, Pawłem Cieślakiem i Robertem Tutą założył grupę Tryp i wydał album Kochanówka, poświęcony akcji T4 przeprowadzonej w Szpitalu w Kochanówce podczas II wojny światowej. W 2011 wspólnie z Pawłem Cieślakiem stworzył duet 11. W 2016 założył z Franciszkiem Wiczem zespół Niebiescy i Kutman. W sierpniu 2024 wraz z Grzegorzem  Fajngoldem założył duet MASZYNOWA, który debiutował 22 sierpnia 2024 na V Festiwalu Kultury Żydowskiej w Grodzisku Mazowieckim.
W czerwcu 2025 wraz z Grzegorzem Fajngoldem w ramach formacji MASZYNOWA nagrał piosenkę Kosmos dla wszystkich by upamiętnić lot w kosmos Sławosza Uznańskiego-Wiśniewskiego.

## Dyskografia
19 Wiosen
- 1993 – Co każdą chwilę
- 1993 – Zmarnowany kwiat
- 1996 – 1993–1995/1996 (wytwórnia: Lagart Factory) – MC z materiałami z koncertów i dwóch pierwszych repertuarów
- 1999 – 12' LP Split Starzy Singers/19 wiosen (wytwórnia: Malarie Records) – winylowy split wspólnie z zespołem Starzy Singers
- 2004 – Co każdą chwilę zmarnowany kwiat – dodatek do pisma Lampa nr 7 (październik 2004)
- 2004 – 11 zim (wytwórnia Nikt Nic Nie Wie, utwory z lat 1993–2004)
- 2006 – Piękno (wytwórnia Rocker Publishing)
- 2007 – Pedofil (wytwórnia Love Industry)
- 2010 – Pożegnanie ze światem (wytwórnia Galeria Raster)
- 2010 – Suweniry (wytwórnia Oficyna Biedota, 2CD – archiwalne materiały koncertowe z 1995 i 2008 roku oraz utwory wydane wcześniej na splicie ze Starymi Singers)
- 2014 – Cinema Natura (wytwórnia Antena Krzyku)
- 2017 – Cesarstwo Zwierząt (wytwórnia Antena Krzyku)
- 2020 – Lata Pierwsze (wytwórnia Zima)[16]
- 2021 – Nów (wytwórnia Requiem Records)[17]

Tryp
- 2011 – Kochanówka[4]
- 2016 – Nagie serce EP[18]
- 2019 – Trypolis[1][4]

Niebiescy i Kutman
- 2016 – Skrzydło Motyle[12]
- 2025 – Industria[19]

11
- 2011 – Gettokosmos (wyd. Oficyna Biedota)[20]
- 2013 – Dziwo (wyd. BDTA)[21]

## Publikacje
- Szpital Heleny Wolf, Warszawa: Lampa i Iskra Boża (2005)[22]

## Wyróżnienia
- Punkt dla Łodzi (2015) – za emocje wywoływane muzyką i słowem[23]
- Medal z okazji 600. rocznicy nadania Łodzi praw miejskich jako osoba zasłużona dla miasta (2023)[9]